# 马罗欧布瓦
马罗欧布瓦（法語：Mareau-aux-Bois，法語發音：[maʁo o bwa]）是法国卢瓦雷省的一个市镇，属于皮蒂维耶区。

## 地理
马罗欧布瓦（48°6'6"N, 2°11'21"E）面积11.61 平方千米，位于法国中央-卢瓦尔河谷大区卢瓦雷省，该省份为法国中北部省份，北起埃松省，西北接厄尔-卢瓦省，西南接卢瓦-谢尔省，南至涅夫勒省和谢尔省，东临约讷省，东北接塞纳-马恩省。
与马罗欧布瓦接壤的市镇（或旧市镇、城区）包括：埃斯克雷讷、阿特赖、希约尔欧布瓦、库尔西欧洛日、拉阿、桑托、弗里尼。

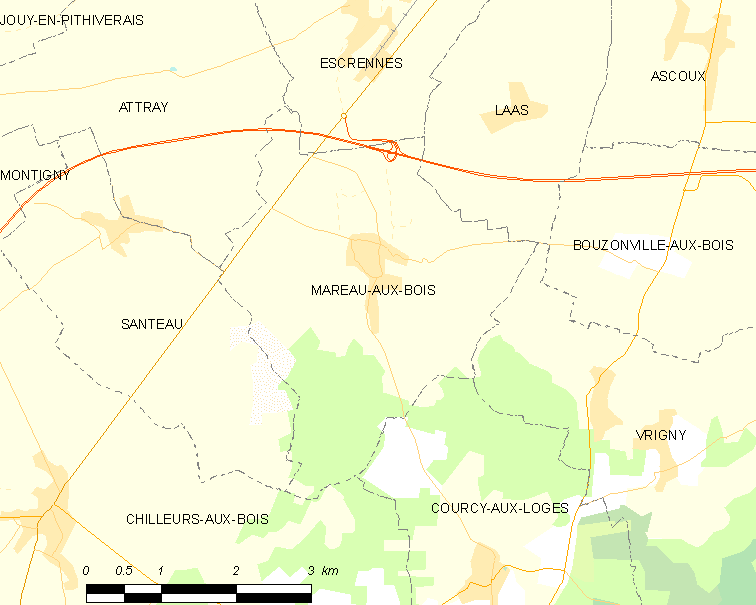
马罗欧布瓦的OSM定位图

马罗欧布瓦的时区为UTC+01:00、UTC+02:00（夏令时）。

## 行政
马罗欧布瓦的邮政编码为45300，INSEE市镇编码为45195。

## 政治
马罗欧布瓦所属的省级选区为勒马勒塞布瓦县。

## 人口

1962-2008年间马罗欧布瓦人口变化图示

马罗欧布瓦于2022年1月1日时的人口数量为565人。